# Dicrostonyx nunatakensis
Dicrostonyx nunatakensis là một loài động vật có vú trong họ Cricetidae, bộ Gặm nhấm. Loài này được Youngman mô tả năm 1967.